# OFC Champions League 2011-2012
La OFC Champions League 2011-2012 è stata l'undicesima edizione della OFC Champions League, la massima competizione calcistica per squadre di club dell'Oceania. Il torneo è stato vinto per la quarta volta nella sua storia dal club neozelandese dell'Auckland City, che si è quindi qualificato per la Coppa del mondo per club FIFA 2012 che si è poi disputata in Giappone.

## Squadre partecipanti
| Squadra             | Nazione            | Qualificazione                                            |
| ------------------- | ------------------ | --------------------------------------------------------- |
| Ba F.C.             | Figi               | Campione Fiji National Football League 2011               |
| A.S. Mont Dore      | Nuova Caledonia    | Campione Division Honneur 2011                            |
| Waitakere United    | Nuova Zelanda      | Campione New Zealand Football Championship 2010/11        |
| Auckland City F.C.* | Nuova Zelanda      | 2º classificato New Zealand Football Championship 2010/11 |
| PRK Hekari United   | Papua Nuova Guinea | Campione Papua New Guinea National Soccer League 2010/11  |
| Koloale F.C.        | Isole Salomone     | Vincitore S-League playoff 2011                           |
| A.S. Tefana         | Polinesia francese | Campione Division Fédérale 2010/11                        |
| Amicale F.C.        | Vanuatu            | Campione Vanuatu Premia Divisen 2011                      |

* = Campioni in carica

## Fase a gruppi

### Gruppo A
| Squadra          | PG | V | N | P | GF | GS | DR  | Pt |
| ---------------- | -- | - | - | - | -- | -- | --- | -- |
| Tefana           | 6  | 4 | 1 | 1 | 15 | 12 | +3  | 13 |
| Waitakere United | 6  | 4 | 0 | 2 | 21 | 6  | +15 | 12 |
| Ba               | 6  | 3 | 0 | 3 | 7  | 16 | -9  | 9  |
| Mont-Dore        | 6  | 0 | 1 | 5 | 2  | 11 | -9  | 1  |

|                  | BA    | MON   | TEF    | WAI   |
| ---------------- | ----- | ----- | ------ | ----- |
| Ba               | –     | 2 – 1 | 0 – 5  | 3 – 2 |
| Mont-Dore        | 0 – 1 | –     | 1 – 1  | 0 – 1 |
| Tefana           | 4 – 1 | 2 – 0 | –      | 3 – 0 |
| Waitakere United | 4 – 0 | 4 – 0 | 10 – 0 | –     |

| Arbitro: | Rakesh Varman |

|                                                                        |           |  |
| Pearce 10’ (rig.) 44’ De Vries 14’ 37’ 75’ Krishna 33’ 40’ 49’ 70’ 90’ | Marcatori |  |

| Arbitro: | Chris Kerr |

|                |           |             |
| Suwamy 64’ 82’ | Marcatori | 33’ J. Hmaé |

| Arbitro: | Jamie Cross |

|             |           |             |
| M. Hmaé 70’ | Marcatori | 80’ Kamoise |

| Arbitro: | Norbert Hauata |

|                                                          |           |  |
| Vesikula 56’ (aut.) McKenzie 60’ Bale 71’ Lovemore 90+3’ | Marcatori |  |

| Arbitro: | Nick Waldron |

|                                                  |           |                     |
| Marmouyet 21’ (rig.) Degage 38’ 77’ Williams 86’ | Marcatori | 58’ (rig.) Vesikula |

| Arbitro: | Averii Jacques |

|  |           |          |
|  | Marcatori | 40’ Bale |

| Arbitro: | Isidore Assiene |

|                                  |           |  |
| Tehau 1’ Labayen 43’ Neuffer 70’ | Marcatori |  |

| Arbitro: | Peter O'Leary |

|  |           |                        |
|  | Marcatori | 36’ (rig.) Vakatalesau |

| Arbitro: | Andrew Achari |

|                                        |           |  |
| Degage 47’ Chang Koei Chang 71’ (rig.) | Marcatori |  |

| Arbitro: | Norbert Hauata |

|                                         |           |                          |
| Takiata 36’ Salauneune 51’ Kanihewe 73’ | Marcatori | 31’ Cunneen 83’ Lovemore |

| Arbitro: | Kader Zitouni |

|                                                   |           |  |
| McKenzie 68’ Haviland 73’ Pearce 82’ Lovemore 87’ | Marcatori |  |

| Arbitro: | Gerald Oiaka |

|  |           |                                                  |
|  | Marcatori | 36’ 42’ Tchen 53’ Neuffer 74’ Tehau 86’ Williams |

### Gruppo B
| Squadra       | PG | V | N | P | GF | GS | DR  | Pt |
| ------------- | -- | - | - | - | -- | -- | --- | -- |
| Auckland City | 6  | 4 | 1 | 1 | 17 | 8  | +9  | 13 |
| Hekari United | 6  | 3 | 2 | 1 | 9  | 6  | +3  | 11 |
| Amicale F.C.  | 6  | 2 | 1 | 3 | 6  | 7  | -1  | 7  |
| Koloale       | 6  | 1 | 0 | 5 | 7  | 18 | -11 | 3  |

|               | AMI   | AUC   | HEK   | KOL   |
| ------------- | ----- | ----- | ----- | ----- |
| Amicale F.C.  | –     | 1 – 0 | 1 – 1 | 2 – 0 |
| Auckland City | 3 – 2 | –     | 2 – 0 | 7 – 3 |
| Hekari United | 2 – 0 | 1 – 1 | –     | 3 – 1 |
| Koloale       | 1 – 0 | 1 – 4 | 1 – 2 | –     |

| Arbitro: | Peter O’Leary |

|                 |           |            |
| Masauvakalo 45’ | Marcatori | 90+3’ Jack |

| Arbitro: | Andrew Achari |

|                   |           |                                            |
| Totori 74’ (rig.) | Marcatori | 22’ (rig.) 54’ Exposito 83’ 90+3’ Mulligan |

| Arbitro: | Rakesh Varman |

|                       |           |  |
| Exposito 49’ Tade 72’ | Marcatori |  |

| Arbitro: | Nick Waldron |

|              |           |  |
| Waroi 3’ 53’ | Marcatori |  |

| Arbitro: | Andrew Achari |

|                                  |           |          |
| Waqa 6’ Lepani 16’ Baleitoga 79’ | Marcatori | 82’ Naka |

| Arbitro: | Kader Zitouni |

|                                       |           |                                 |
| Exposito 40’ (rig.) 51’ Dickinson 87’ | Marcatori | 23’ (aut.) Pritchett 76’ Maemae |

| Arbitro: | Averii Jacques |

|                                                                                    |           |                                 |
| Dickinson 7’ 59’ Coombes 36’ Lafai 40’ (aut.) Vicelich 58’ Milne 62’ Koprivcic 83’ | Marcatori | 16’ Anisi 65’ Totori 90+3’ Naka |

| Arbitro: | Chris Kerr |

|              |           |  |
| Jack 11’ 79’ | Marcatori |  |

| Arbitro: | Nick Waldron |

|          |           |  |
| Sale 87’ | Marcatori |  |

| Arbitro: | Gerald Oiaka |

|              |           |                 |
| Dunadamu 60’ | Marcatori | 90+1’ Feneridis |

| Arbitro: | Bruce George |

|            |           |  |
| Tangis 60’ | Marcatori |  |

| Arbitro: | Nick Waldron |

|                   |           |                       |
| Totori 15’ (rig.) | Marcatori | 45’ Dunadamu 75’ Jack |

## Finale
| Squadra 1     | Totale | Squadra 2 | Andata | Ritorno |
| ------------- | ------ | --------- | ------ | ------- |
| Auckland City | 3 – 1  | Tefana    | 2 – 1  | 1 – 0   |

### Andata
| Arbitro: | John Saohu |

|                            |           |              |
| Mulligan 56’ Koprivcic 60’ | Marcatori | 70’ Williams |

### Ritorno
| Arbitro: | Isidore Assiene-Ambassa |

|  |           |              |
|  | Marcatori | 41’ Expósito |

## Classifica marcatori
| Gol | Rigori |  | Giocatore        | Squadra           |
| --- | ------ |  | ---------------- | ----------------- |
| 6   | 2      |  | Manel Expósito   | Auckland City     |
| 5   |        |  | Roy Krishna      | Waitakere United  |
| 4   |        |  | Kema Jack        | PRK Hekari United |
| 3   |        |  | Adam Dickinson   | Auckland City     |
| 3   |        |  | Ryan De Vries    | Waitakere United  |
| 3   |        |  | Roihau Degage    | Tefana            |
| 3   | 1      |  | Allan Pearce     | Waitakere United  |
| 3   |        |  | Sean Lovemore    | Waitakere United  |
| 3   | 2      |  | Benjamin Totori  | Koloale           |
| 3   |        |  | Axel Williams    | Tefana            |
| 3   |        |  | Dave Mulligan    | Auckland City     |
| 2   |        |  | Avinesh Suwamy   | Ba                |
| 2   |        |  | Chris Bale       | Waitakere United  |
| 2   |        |  | Joachim Waroi    | Amicale F.C.      |
| 2   |        |  | James Naka       | Koloale           |
| 2   |        |  | Maciu Dunadamu   | PRK Hekari United |
| 2   |        |  | Ross McKenzie    | Waitakere United  |
| 2   |        |  | Alvin Tehau      | Tefana            |
| 2   |        |  | Tufa Neuffer     | Tefana            |
| 2   |        |  | Angelo Tchen     | Tefana            |
| 2   |        |  | Daniel Koprivčić | Auckland City     |

## Premi individuali[3]
- Golden Boot (Capocannoniere)

 Manel Expósito -  Auckland City
- Golden Ball (Miglior giocatore)

 Albert Riera Vidal -  Auckland City
- Golden Gloves (Miglior portiere)

 Jacob Spoonley -  Auckland City
- Fair Play Award

 Koloale